# Мінерали оптичні
Мінерали оптичні (рос. минералы оптические, англ. optical minerals; нім. optische Minerale n pl) — мінерали, для яких характерні подвійне променезаломлення, оптична активність або нелінійність оптичних властивостей. Це, зокрема, кварц (гірський кришталь, моріон), ісландський шпат, флюорит, гіпс та інші. Використовуються у оптичній промисловості.